# Peristylus trimenii
Peristylus trimenii är en orkidéart som först beskrevs av Joseph Dalton Hooker, och fick sitt nu gällande namn av Abeyw. Peristylus trimenii ingår i släktet Peristylus och familjen orkidéer.
Artens utbredningsområde är Sri Lanka. Inga underarter finns listade i Catalogue of Life.